# Општина Илија (Хунедоара)
Илија (рум. Ilia) општина је у Румунији у округу Хунедоара.
Oпштина се налази на надморској висини од 173 m.